# Bors László (költő)
Bors László (Budapest, 1895. július 26. – Tücsökmajor, 1919. augusztus 22.) költő, újságíró, a soproni forradalmi törvényszék vádbiztosa.

## Élete
Bors Mihály és Burcser Ida fia. Fiatalkorában a Magyar Államvasutak alkalmazottja volt, ám a vérvörös csütörtökön való résztévétele miatt elbocsátották a cégtől. Ezután különböző vidéki lapoknál dolgozott, 1918-tól pedig Sopronban működött mint újságíró. Az őszirózsás forradalom alatt tagja lett a Soproni Nemzeti Tanácsnak, illetve a munkástanácsnak. Csakúgy, mint későbbi munkatársa, Entzbruder Dezső, ő is tevékeny szerepet játszott a KMP helyi szervezetének létrehozásában. A Magyarországi Tanácsköztársaság alatt kezdetben a soproni direktórium sajtó- és propagandabiztosaként dolgozott, majd a helyi forradalmi törvényszék vádbiztosa lett. Küldött volt a Tanácsok Országos Gyűlésébe, s fegyveresen vett részt a környék ellenforradalmainak leverésében. A kommün bukása után megpróbált Savanyúkútnál Ausztriába menekülni, ám társaival együtt elfogták és Szombathelyre vitték a huszárlaktanyába. 1919. augusztus 22-én különítményes tisztek a három fogollyal, Salzberger Sándor gyógyszerésszel, korábbi vöröskatonával, Entzbruder Dezső volt katonai biztossal és Borssal Sopronba indultak gyalogosan. Tücsökmajornál agyonlőtték mindhármukat, arra hivatkozva, hogy szökést kíséreltek meg.